# Manuel Neuer
Manuel Peter Neuer (Gelsenkirchen, 27 maart 1986) is een Duitse voetballer die als doelman speelt. Hij verruilde FC Schalke 04 in 2011 voor Bayern München, waar hij in november 2023 zijn contract verlengde tot de zomer van 2025. Neuer debuteerde op 2 juni 2009 in het Duitse nationale team, waarmee hij op 13 juli 2014 wereldkampioen werd.

## Clubcarrière

### FC Schalke 04
Neuer begon zijn carrière bij FC Schalke 04 in zijn geboorteplaats Gelsenkirchen. In 2005 tekende hij hier zijn eerste profcontract. Bij Schalke 04 doorliep hij de volledige jeugdopleiding voordat hij in het seizoen 2006/07 zijn debuut maakte. Dit deed hij in de tweede speelronde, waarbij hij Frank Rost verving die geblesseerd raakte. Hij kreeg in zijn eerste seizoen de voorkeur als eerste doelman boven Rost en maakte indruk. In totaal speelde hij 27 wedstrijden dat seizoen en werd hij door zijn collega's uit de Bundesliga verkozen tot beste doelman van het seizoen. Na vijf seizoenen gaf hij aan zijn contract niet te willen verlengen en maakte ondanks een doorlopend contract de overstap naar Bayern München.

### Bayern München
Neuer tekende in juni 2011 een vijfjarig contract bij Bayern München waarmee een bedrag van ongeveer twintig miljoen euro was gemoeid. Op 7 augustus 2011 maakte hij zijn officiële debuut tijdens de thuiswedstrijd tegen Borussia Mönchengladbach. Mede door een fout van Neuer werd de wedstrijd met 0-1 verloren. Hij groeide uit tot een internationaal bekende doelman en werd een van de meest toonaangevende spelers van FC Bayern; in 2013 werd hij voor het eerst kampioen. Hij won de Bundesliga en de UEFA Champions League met zijn club in één seizoen, alsmede het Duitse bekertoernooi en het wereldkampioenschap voor clubs. In 2017 werd de Duitse keeper de aanvoerder van Bayern München nadat voormalig aanvoerder Philipp Lahm een punt achter zijn voetbalcarrière zette. In 2020 won hij voor de tweede keer in zijn carrière de treble: de Bundesliga, de DfP-Pokal en de Champions League.
Begin december 2022 brak Neuer tijdens een skitocht zijn rechterbeen waardoor hij langere tijd uit de roulatie was. Voor de rest van het seizoen 2022/23 werd Yann Sommer van Borussia Mönchengladbach aangetrokken. Na het vertrek van Sommer naar Inter Milaan besloot trainer Thomas Tuchel in de eerste wedstrijden van het seizoen 2023/24 Neuer te vervangen door tweede doelman Sven Ulreich. Op 28 oktober 2023 maakte Neuer zijn comeback in de met 8-0 gewonnen thuiswedstrijd tegen SV Darmstadt 98. Een maand na zijn comeback verlengde hij op 28 november zijn doorlopend contract met één jaar tot juni 2025.

## Clubstatistieken
| Seizoen                      | Club            | Competitie      | Competitie | Competitie | Beker | Beker | Internationaal | Internationaal | Overig | Overig | Totaal | Totaal |
| Seizoen                      | Club            | Competitie      | Wed.       | Dlp.       | Wed.  | Dlp.  | Wed.           | Dlp.           | Wed.   | Dlp.   | Wed.   | Dlp.   |
| ---------------------------- | --------------- | --------------- | ---------- | ---------- | ----- | ----- | -------------- | -------------- | ------ | ------ | ------ | ------ |
| 2006/07                      | FC Schalke 04   | Bundesliga      | 27         | 0          | 0     | 0     | 0              | 0              | 0      | 0      | 27     | 0      |
| 2007/08                      | FC Schalke 04   | Bundesliga      | 34         | 0          | 3     | 0     | 10             | 0              | 3      | 0      | 50     | 0      |
| 2008/09                      | FC Schalke 04   | Bundesliga      | 27         | 0          | 2     | 0     | 5              | 0              | —      | —      | 34     | 0      |
| 2009/10                      | FC Schalke 04   | Bundesliga      | 34         | 0          | 5     | 0     | —              | —              | —      | —      | 39     | 0      |
| 2010/11                      | FC Schalke 04   | Bundesliga      | 34         | 0          | 6     | 0     | 12             | 0              | 1      | 0      | 53     | 0      |
| Club totaal                  | Club totaal     | Club totaal     | 156        | 0          | 16    | 0     | 27             | 0              | 4      | 0      | 203    | 0      |
| 2011/12                      | Bayern München  | Bundesliga      | 33         | 0          | 5     | 0     | 14             | 0              | —      | —      | 52     | 0      |
| 2012/13                      | Bayern München  | Bundesliga      | 31         | 0          | 5     | 0     | 13             | 0              | 1      | 0      | 50     | 0      |
| 2013/14                      | Bayern München  | Bundesliga      | 31         | 0          | 5     | 0     | 12             | 0              | 4      | 0      | 51     | 0      |
| 2014/15                      | Bayern München  | Bundesliga      | 32         | 0          | 5     | 0     | 12             | 0              | 1      | 0      | 50     | 0      |
| 2015/16                      | Bayern München  | Bundesliga      | 34         | 0          | 5     | 0     | 11             | 0              | 1      | 0      | 51     | 0      |
| 2016/17                      | Bayern München  | Bundesliga      | 26         | 0          | 4     | 0     | 9              | 0              | 1      | 0      | 40     | 0      |
| 2017/18                      | Bayern München  | Bundesliga      | 3          | 0          | 0     | 0     | 1              | 0              | 0      | 0      | 4      | 0      |
| 2018/19                      | Bayern München  | Bundesliga      | 26         | 0          | 3     | 0     | 8              | 0              | 1      | 0      | 39     | 0      |
| 2019/20                      | Bayern München  | Bundesliga      | 33         | 0          | 6     | 0     | 11             | 0              | 1      | 0      | 51     | 0      |
| 2020/21                      | Bayern München  | Bundesliga      | 33         | 0          | 1     | 0     | 8              | 0              | 4      | 0      | 46     | 0      |
| 2021/22                      | Bayern München  | Bundesliga      | 28         | 0          | 1     | 0     | 9              | 0              | 1      | 0      | 39     | 0      |
| 2022/23                      | Bayern München  | Bundesliga      | 12         | 0          | 0     | 0     | 3              | 0              | 1      | 0      | 16     | 0      |
| 2023/24                      | Bayern München  | Bundesliga      | 23         | 0          | 1     | 0     | 9              | 0              | 0      | 0      | 33     | 0      |
| Club totaal                  | Club totaal     | Club totaal     | 345        | 0          | 41    | 0     | 120            | 0              | 16     | 0      | 522    | 0      |
| Carrière totaal              | Carrière totaal | Carrière totaal | 501        | 0          | 57    | 0     | 147            | 0              | 20     | 0      | 725    | 0      |
| Bijgewerkt tot 23 juni 2024. |                 |                 |            |            |       |       |                |                |        |        |        |        |

## Interlandcarrière
Neuer debuteerde in het Duits voetbalelftal op 2 juni 2009 tegen de Verenigde Arabische Emiraten. Vier weken later won hij met een nationale jeugdselectie het Europees kampioenschap voetbal 2009 voor spelers onder de 21 jaar. Bondscoach Joachim Löw nam hem vervolgens mee naar het wereldkampioenschap voetbal 2010 in Zuid-Afrika. Daar keepte Neuer alle Duitse wedstrijden, behalve die om de derde en vierde plaats tegen Uruguay (2–3 winst). Neuer was ook de vaste doelman aan Duitse kant op het Europees kampioenschap voetbal 2012. Naast de wereldtitel in 2014 ontving Manuel Neuer ook de prijs voor beste doelman van het toernooi. Duitsland werd in de halve finale van het EK 2016 uitgeschakeld door Frankrijk (0–2), na in de eerdere twee knock-outwedstrijden Slowakije (3–0) en Italië (1–1, 6–5 na strafschoppen) te hebben verslagen.
Neuer maakte eveneens deel uit van de Duitse selectie, die onder leiding van bondscoach Joachim Löw deelnam aan de WK-eindronde 2018 in Rusland. Daar werd Die Mannschaft voortijdig uitgeschakeld. De ploeg strandde in de groepsfase, voor het eerst sinds het wereldkampioenschap 1938, na nederlagen tegen Mexico (0–1) en Zuid-Korea (0–2). In groep F werd alleen van Zweden (2–1) gewonnen, al kwam die zege pas tot stand in de blessuretijd. Neuer speelde mee in alle drie de groepswedstrijden, van de eerste tot en met de laatste minuut. Wegens zijn beenbreuk in december 2020 werd zijn plaats onder de lat over genomen door Marc-André ter Stegen. Neuer werd op 8 juni 2024 door bondscoach Julian Nagelsmann opgenomen in de Duitse selectie voor het EK 2024 in eigen land. Duitsland werd groepswinnaar in een groep met Schotland, Hongarije en Zwitserland en won in de achtste finales van Denemarken (2–0), maar werd in de kwartfinales na een verlenging uitgeschakeld tegen Spanje (2–1). Neuer miste op het toernooi geen minuut aan speeltijd.
Op 21 augustus 2024 zette Neuer een punt achter zijn interlandloopbaan. Hij speelde in totaal 124 interlands voor Duitsland.
| Interlands van Manuel Neuer voor Duitsland | Interlands van Manuel Neuer voor Duitsland | Interlands van Manuel Neuer voor Duitsland | Interlands van Manuel Neuer voor Duitsland | Interlands van Manuel Neuer voor Duitsland | Interlands van Manuel Neuer voor Duitsland | Interlands van Manuel Neuer voor Duitsland |
| №                                          | Datum                                      | Wedstrijd                                  | Uitslag                                    | Soort wedstrijd                            | Doelpunten                                 |                                            |
| Als speler bij FC Schalke 04               | Als speler bij FC Schalke 04               | Als speler bij FC Schalke 04               | Als speler bij FC Schalke 04               | Als speler bij FC Schalke 04               | Als speler bij FC Schalke 04               | Als speler bij FC Schalke 04               |
| ------------------------------------------ | ------------------------------------------ | ------------------------------------------ | ------------------------------------------ | ------------------------------------------ | ------------------------------------------ | ------------------------------------------ |
| 1.                                         | 2 juni 2009                                | Verenigde Arabische Emiraten – Duitsland   | 2 – 7                                      | Vriendschappelijk                          |                                            |                                            |
| 2.                                         | 18 november 2009                           | Duitsland – Ivoorkust                      | 2 – 2                                      | Vriendschappelijk                          |                                            |                                            |
| 3.                                         | 13 mei 2010                                | Duitsland – Malta                          | 3 – 0                                      | Vriendschappelijk                          |                                            |                                            |
| 4.                                         | 29 mei 2010                                | Hongarije – Duitsland                      | 0 – 3                                      | Vriendschappelijk                          |                                            |                                            |
| 5.                                         | 3 juni 2010                                | Duitsland – Bosnië en Herzegovina          | 3 – 1                                      | Vriendschappelijk                          |                                            |                                            |
| 6.                                         | 13 juni 2010                               | Duitsland – Australië                      | 4 – 0                                      | WK 2010                                    |                                            |                                            |
| 7.                                         | 18 juni 2010                               | Duitsland – Servië                         | 0 – 1                                      | WK 2010                                    |                                            |                                            |
| 8.                                         | 23 juni 2010                               | Ghana – Duitsland                          | 0 – 1                                      | WK 2010                                    |                                            |                                            |
| 9.                                         | 27 juni 2010                               | Duitsland – Engeland                       | 4 – 1                                      | WK 2010                                    |                                            |                                            |
| 10.                                        | 3 juli 2010                                | Argentinië – Duitsland                     | 0 – 4                                      | WK 2010                                    |                                            |                                            |
| 11.                                        | 7 juli 2010                                | Duitsland – Spanje                         | 0 – 1                                      | WK 2010                                    |                                            |                                            |
| 12.                                        | 3 september 2010                           | België – Duitsland                         | 0 – 1                                      | Kwalificatie EK 2012                       |                                            |                                            |
| 13.                                        | 7 september 2010                           | Duitsland – Azerbeidzjan                   | 6 – 1                                      | Kwalificatie EK 2012                       |                                            |                                            |
| 14.                                        | 8 oktober 2010                             | Duitsland – Turkije                        | 3 – 0                                      | Kwalificatie EK 2012                       |                                            |                                            |
| 15.                                        | 12 oktober 2010                            | Kazachstan – Duitsland                     | 0 – 3                                      | Kwalificatie EK 2012                       |                                            |                                            |
| 16.                                        | 9 februari 2011                            | Duitsland – Italië                         | 1 – 1                                      | Vriendschappelijk                          |                                            |                                            |
| 17.                                        | 26 maart 2011                              | Duitsland – Kazachstan                     | 4 – 0                                      | Kwalificatie EK 2012                       |                                            |                                            |
| 18.                                        | 29 mei 2011                                | Duitsland – Uruguay                        | 2 – 1                                      | Vriendschappelijk                          |                                            |                                            |
| 19.                                        | 3 juni 2011                                | Oostenrijk – Duitsland                     | 1 – 2                                      | Kwalificatie EK 2012                       |                                            |                                            |
| 20.                                        | 7 juni 2011                                | Azerbeidzjan – Duitsland                   | 1 – 3                                      | Kwalificatie EK 2012                       |                                            |                                            |
| Als speler bij Bayern München              |                                            |                                            |                                            |                                            |                                            |                                            |
| 21.                                        | 10 augustus 2011                           | Duitsland – Brazilië                       | 3 – 2                                      | Vriendschappelijk                          |                                            |                                            |
| 22.                                        | 2 september 2011                           | Duitsland – Oostenrijk                     | 6 – 2                                      | Kwalificatie EK 2012                       |                                            |                                            |
| 23.                                        | 7 oktober 2011                             | Turkije – Duitsland                        | 1 – 3                                      | Kwalificatie EK 2012                       |                                            |                                            |
| 24.                                        | 11 oktober 2011                            | Duitsland – België                         | 3 – 1                                      | Kwalificatie EK 2012                       |                                            |                                            |
| 25.                                        | 15 november 2011                           | Duitsland – Nederland                      | 3 – 0                                      | Vriendschappelijk                          |                                            |                                            |
| 26.                                        | 31 mei 2012                                | Duitsland – Israël                         | 2 – 0                                      | Vriendschappelijk                          |                                            |                                            |
| 27.                                        | 9 juni 2012                                | Duitsland – Portugal                       | 1 – 0                                      | EK 2012                                    |                                            |                                            |
| 28.                                        | 13 juni 2012                               | Nederland – Duitsland                      | 1 – 2                                      | EK 2012                                    |                                            |                                            |
| 29.                                        | 17 juni 2012                               | Denemarken – Duitsland                     | 1 – 2                                      | EK 2012                                    |                                            |                                            |
| 30.                                        | 22 juni 2012                               | Duitsland – Griekenland                    | 4 – 2                                      | EK 2012                                    |                                            |                                            |
| 31.                                        | 28 juni 2012                               | Duitsland – Italië                         | 1 – 2                                      | EK 2012                                    |                                            |                                            |
| 32.                                        | 7 september 2012                           | Duitsland – Faeröer                        | 3 – 0                                      | Kwalificatie WK 2014                       |                                            |                                            |
| 33.                                        | 11 september 2012                          | Oostenrijk – Duitsland                     | 1 – 2                                      | Kwalificatie WK 2014                       |                                            |                                            |
| 34.                                        | 12 oktober 2012                            | Ierland – Duitsland                        | 1 – 6                                      | Kwalificatie WK 2014                       |                                            |                                            |
| 35.                                        | 16 oktober 2012                            | Duitsland – Zweden                         | 4 – 4                                      | Kwalificatie WK 2014                       |                                            |                                            |
| 36.                                        | 14 november 2012                           | Nederland – Duitsland                      | 0 – 0                                      | Vriendschappelijk                          |                                            |                                            |
| 37.                                        | 22 maart 2013                              | Kazachstan – Duitsland                     | 0 – 3                                      | Kwalificatie WK 2014                       |                                            |                                            |
| 38.                                        | 26 maart 2013                              | Duitsland – Kazachstan                     | 4 – 1                                      | Kwalificatie WK 2014                       |                                            |                                            |
| 39.                                        | 14 augustus 2013                           | Duitsland – Paraguay                       | 3 – 3                                      | Vriendschappelijk                          |                                            |                                            |
| 40.                                        | 6 september 2013                           | Duitsland – Oostenrijk                     | 3 – 0                                      | Kwalificatie WK 2014                       |                                            |                                            |
| 41.                                        | 10 september 2013                          | Faeröer – Duitsland                        | 0 – 3                                      | Kwalificatie WK 2014                       |                                            |                                            |
| 42.                                        | 11 oktober 2013                            | Duitsland – Ierland                        | 3 – 0                                      | Kwalificatie WK 2014                       |                                            |                                            |
| 43.                                        | 15 oktober 2013                            | Zweden – Duitsland                         | 3 – 5                                      | Kwalificatie WK 2014                       |                                            |                                            |
| 44.                                        | 15 november 2013                           | Italië – Duitsland                         | 1 – 1                                      | Vriendschappelijk                          |                                            |                                            |
| 45.                                        | 5 maart 2014                               | Duitsland – Chili                          | 1 – 0                                      | Vriendschappelijk                          |                                            |                                            |
| 46.                                        | 16 juni 2014                               | Duitsland – Portugal                       | 4 – 0                                      | WK 2014                                    |                                            |                                            |
| 47.                                        | 21 juni 2014                               | Duitsland – Ghana                          | 2 – 2                                      | WK 2014                                    |                                            |                                            |
| 48.                                        | 26 juni 2014                               | Verenigde Staten – Duitsland               | 0 – 1                                      | WK 2014                                    |                                            |                                            |
| 49.                                        | 30 juni 2014                               | Duitsland – Algerije                       | 2 – 1                                      | WK 2014                                    |                                            |                                            |
| 50.                                        | 4 juli 2014                                | Frankrijk – Duitsland                      | 0 – 1                                      | WK 2014                                    |                                            |                                            |
| 51.                                        | 8 juli 2014                                | Brazilië – Duitsland                       | 1 – 7                                      | WK 2014                                    |                                            |                                            |
| 52.                                        | 13 juli 2014                               | Duitsland – Argentinië                     | 1 – 0 n.v.                                 | WK 2014                                    |                                            |                                            |
| 53.                                        | 3 september 2014                           | Duitsland – Argentinië                     | 2 – 4                                      | Vriendschappelijk                          |                                            |                                            |
| 54.                                        | 7 september 2014                           | Duitsland – Schotland                      | 2 – 1                                      | Kwalificatie EK 2016                       |                                            |                                            |
| 55.                                        | 11 oktober 2014                            | Polen – Duitsland                          | 2 – 0                                      | Kwalificatie EK 2016                       |                                            |                                            |
| 56.                                        | 14 oktober 2014                            | Duitsland – Ierland                        | 1 – 1                                      | Kwalificatie EK 2016                       |                                            |                                            |
| 57.                                        | 14 november 2014                           | Duitsland – Gibraltar                      | 4 – 0                                      | Kwalificatie EK 2016                       |                                            |                                            |
| 58.                                        | 29 maart 2015                              | Georgië – Duitsland                        | 0 – 2                                      | Kwalificatie EK 2016                       |                                            |                                            |
| 59.                                        | 4 september 2015                           | Duitsland – Polen                          | 3 – 1                                      | Kwalificatie EK 2016                       |                                            |                                            |
| 60.                                        | 7 september 2015                           | Schotland – Duitsland                      | 2 – 3                                      | Kwalificatie EK 2016                       |                                            |                                            |
| 61.                                        | 8 oktober 2015                             | Ierland – Duitsland                        | 1 – 0                                      | Kwalificatie EK 2016                       |                                            |                                            |
| 62.                                        | 11 oktober 2015                            | Duitsland – Georgië                        | 2 – 1                                      | Kwalificatie EK 2016                       |                                            |                                            |
| 63.                                        | 13 november 2015                           | Frankrijk – Duitsland                      | 2 – 0                                      | Vriendschappelijk                          |                                            |                                            |
| 64.                                        | 26 maart 2016                              | Duitsland – Engeland                       | 2 – 3                                      | Vriendschappelijk                          |                                            |                                            |
| 65.                                        | 4 juni 2016                                | Duitsland – Hongarije                      | 2 – 0                                      | Vriendschappelijk                          |                                            |                                            |
| 66.                                        | 12 juni 2016                               | Duitsland – Oekraïne                       | 2 – 0                                      | EK 2016                                    |                                            |                                            |
| 67.                                        | 16 juni 2016                               | Duitsland – Polen                          | 0 – 0                                      | EK 2016                                    |                                            |                                            |
| 68.                                        | 21 juni 2016                               | Noord-Ierland – Duitsland                  | 0 – 1                                      | EK 2016                                    |                                            |                                            |
| 69.                                        | 26 juni 2016                               | Duitsland – Slowakije                      | 3 – 0                                      | EK 2016                                    |                                            |                                            |
| 70.                                        | 2 juli 2016                                | Duitsland – Italië                         | 1 – 1 (6 – 5 n.s.)                         | EK 2016                                    |                                            |                                            |
| 71.                                        | 7 juli 2016                                | Duitsland – Frankrijk                      | 0 – 2                                      | EK 2016                                    |                                            |                                            |
| 72.                                        | 4 september 2016                           | Noorwegen – Duitsland                      | 0 – 3                                      | Kwalificatie WK 2018                       |                                            |                                            |
| 73.                                        | 8 oktober 2016                             | Duitsland – Tsjechië                       | 3 – 0                                      | Kwalificatie WK 2018                       |                                            |                                            |
| 74.                                        | 11 oktober 2016                            | Duitsland – Noord-Ierland                  | 2 – 0                                      | Kwalificatie WK 2018                       |                                            |                                            |
| 75.                                        | 2 juni 2018                                | Oostenrijk – Duitsland                     | 2 – 1                                      | Vriendschappelijk                          |                                            |                                            |
| 76.                                        | 8 juni 2018                                | Duitsland – Saoedi-Arabië                  | 2 – 1                                      | Vriendschappelijk                          |                                            |                                            |
| 77.                                        | 17 juni 2018                               | Duitsland – Mexico                         | 0 – 1                                      | WK 2018                                    |                                            |                                            |
| 78.                                        | 23 juni 2018                               | Duitsland – Zweden                         | 2 – 1                                      | WK 2018                                    |                                            |                                            |
| 79.                                        | 27 juni 2018                               | Zuid-Korea – Duitsland                     | 2 – 0                                      | WK 2018                                    |                                            |                                            |
| 80.                                        | 6 september 2018                           | Duitsland – Frankrijk                      | 0 – 0                                      | Nations League Divisie A                   |                                            |                                            |
| 81.                                        | 13 oktober 2018                            | Nederland - Duitsland                      | 3 - 0                                      | Nations League Divisie A                   |                                            |                                            |
| 82.                                        | 16 oktober 2018                            | Frankrijk – Duitsland                      | 2 – 1                                      | Nations League Divisie A                   |                                            |                                            |
| 83.                                        | 15 november 2018                           | Duitsland – Rusland                        | 3 – 0                                      | Vriendschappelijk                          |                                            |                                            |
| 84.                                        | 19 november 2018                           | Duitsland – Nederland                      | 2 – 2                                      | Nations League Divisie A                   |                                            |                                            |
| 85.                                        | 20 maart 2019                              | Duitsland – Servië                         | 1 – 1                                      | Vriendschappelijk                          |                                            |                                            |
| 86.                                        | 24 maart 2019                              | Nederland – Duitsland                      | 2 – 3                                      | Kwalificatie EK 2020                       |                                            |                                            |
| 87.                                        | 8 juni 2019                                | Wit-Rusland – Duitsland                    | 0 – 2                                      | Kwalificatie EK 2020                       |                                            |                                            |
| 88.                                        | 11 juni 2019                               | Duitsland – Estland                        | 8 – 0                                      | Kwalificatie EK 2020                       |                                            |                                            |
| 89.                                        | 6 september 2019                           | Duitsland – Nederland                      | 2 – 4                                      | Kwalificatie EK 2020                       |                                            |                                            |
| 90.                                        | 9 september 2019                           | Noord-Ierland – Duitsland                  | 0 – 2                                      | Kwalificatie EK 2020                       |                                            |                                            |
| 91.                                        | 13 oktober 2019                            | Estland – Duitsland                        | 0 – 3                                      | Kwalificatie EK 2020                       |                                            |                                            |
| 92.                                        | 16 november 2019                           | Duitsland – Wit-Rusland                    | 4 – 0                                      | Kwalificatie EK 2020                       |                                            |                                            |
| 93.                                        | 10 oktober 2020                            | Oekraïne - Duitsland                       | 1 - 2                                      | Nations League Divisie A                   |                                            |                                            |

Bijgewerkt op 12 oktober 2020.

## Erelijst
Schalke 04
- DFL-Ligapokal: 2005
- DFB-Pokal: 2010/11

 Bayern München
- Bundesliga: 2012/13, 2013/14, 2014/15, 2015/16, 2016/17, 2017/18, 2018/19, 2019/20, 2020/21, 2021/22, 2022/23, 2024/25
- DFB-Pokal: 2012/13, 2013/14, 2015/16, 2018/19, 2019/20
- DFL-Supercup: 2012, 2016, 2017, 2018, 2020, 2021, 2022
- UEFA Champions League: 2012/13, 2019/20
- UEFA Super Cup: 2013, 2020
- FIFA Club World Cup: 2013, 2020

 Duitsland onder 21
- UEFA EK onder 21: 2009

 Duitsland
- FIFA WK: 2014

Individueel
- Silbernes Lorbeerblatt: 2010, 2014
- Duits Voetballer van het Jaar: 2011, 2014
- Duits International van het Jaar: 2020
- ESM Team van het Seizoen: 2011/12, 2012/13, 2014/15
- UEFA Europees Kampioenschap Team van het Toernooi: 2012
- IFFHS Beste Doelman van de Wereld: 2013, 2014, 2015, 2016, 2020
- IFFHS Beste Doelman van het Decennium: 2011–2020
- Europees Keeper van het Jaar: 2011, 2013, 2014, 2015, 2020
- IFFHS Beste Mannelijke Wereldploeg: 2020
- FIFA FIFPro World11: 2013, 2014 2015, 2016
- UEFA Team van het Jaar: 2013, 2014, 2015, 2020
- UEFA Champions League Elftal van het Seizoen van het Seizoen: 2013/14, 2015/16, 2019/20
- UEFA Champions League Doelman van het Seizoen: 2019/20
- The Best FIFA Men's Goalkeeper: 2020
- FIFA WK Gouden Handschoen: 2014
- FIFA WK All-Star Team: 2014
- FIFA WK Dream Team: 2014
- AIPS Atleet van het Jaar: 2014
- AIPS Europees Atleet van het Jaar – Frank Taylor Trofee: 2014
- Bundesliga Team van het Seizoen: 2012/13, 2013/14, 2014/15, 2015/16, 2016/17, 2020/21
- kicker Bundesliga Team van het Seizoen: 2019/20
- IFFHS Wereldelftal van het Decennium: 2011–2020
- IFFHS UEFA Team van het Decennium: 2011–2020

## Activiteiten buiten voetbal

### Manuel Neuer Kids Foundation
Manuel Neuer heeft zijn eigen stichting, die zich inzet voor kinderen. De "Manuel Neuer Kids Foundation" heeft zich ten doel gesteld maatschappelijk achtergestelde kinderen en jongeren hulp en ondersteuning aan te bieden, met name in de stedelijke gebieden in het Ruhrgebied. In november 2011 won hij 500.000 euro voor het goede doel in een speciale aflevering van de Duitse versie van Who Wants to be a Millionaire?, Wer wird Millionär?.

### Monsters University
In 2013 sprak Manuel Neuer in de Duitse versie van de film Monsters University de stem van personage Frank McCay in.

## Privéleven
- Eind 2022 maakte de 36-jarige Neuer bekend dat hij een behandeling ondergaan had tegen huidkanker waarbij hij drie keer werd geopereerd.[18]